# Ernst Hofer (Judoka)
Ernst Hofer (* 1. August 1971 in Oberösterreich; † 31. Oktober 2023) war ein österreichischer Judoka. Er trug den 5. Dan.

## Biografie
Ernst Hofer, geboren am 1. August 1971 begann 1985 seine Karriere beim UJZ Mühlviertel in Sarleinsbach. Nach der Matura verpflichtete er sich beim Heeresleistungssportzentrum und war jahrelang ein festes Mitglied der österreichischen Nationalmannschaft. Er gewann zwei Weltcupturniere und belegte 1994 den siebten Rang bei den Europameisterschaften. Bei den Senioren wurde er zweimal Weltmeister.
Ernst Hofer errang insgesamt 14 Medaillen bei österreichischen Meisterschaften, davon zwei in Gold.
Hofer kämpfte im Bundesliga-Team des UJZ Mühlviertel. Insgesamt stand er 162 mal für den Verein auf der Matte. Er verstarb am 31. Oktober 2023. Er trug zuletzt den 5. Dan im Judo.

## Erfolge (Auswahl)
- 1. Rang A-tournament Sofia 'Liberation' 1998 - 66 kg[2]
- 1. Rang Swiss International Basel 1996 - 65 kg[2]
- 2. Rang Czech Cup Prag 1994 - 65 kg[2]
- 5. Rang ASKÖ World Tournament Leonding 1998 - 66 kg[2]
- 7. Rang Europameisterschaften Gdańsk 1994 - 65 kg[2]

## Auszeichnungen
- Goldene Verdienstmedaille des Österreichischen Judoverbandes[8]